# Rudołowice
Rudołowice – wieś w Polsce, położona w województwie podkarpackim, w powiecie jarosławskim, w gminie Roźwienica.
Wieś należąca do miasta Jarosławia położona była na przełomie XVI i XVII wieku w powiecie przemyskim ziemi przemyskiej województwa ruskiego. W latach 1975–1998 miejscowość administracyjnie należała do województwa przemyskiego.

## Integralne części wsi
| SIMC    | Nazwa    | Rodzaj    |
| ------- | -------- | --------- |
| 0610589 | Betlejem | część wsi |
| 0610595 | Dół      | część wsi |
| 0610603 | Góra     | część wsi |
| 0610610 | Zarudzie | część wsi |

## Historia
W czasie zaboru austriackiego od drugiej połowy XIX w. do 1918 r. Rudołowice były samodzielną gminą wiejską obejmującą teren wsi. W 1902 r. naczelnikiem gminy Rudołowice był Jan Rogus, zastępcą Marcin Bodzioch, asesorem Tomasz Drzymała, sekretarzem gminy Walenty Łuc. Ludność wsi w 1902 r. wynosiła 806 mieszkańców i 138 domów. Obszar dworski w Rudołowicach obejmował 7 domów i 72 mieszkańców. Przełożonym obszaru dworskiego był Władysław Słoniewski.
Według spisu powszechnego ludności przeprowadzonego 30 września 1921 r. liczba ludności Rudołowic wynosiła 955, z czego 897 było wyznania rzymskokatolickiego, 23 wyznania greckokatolickiego, a 35 wyznania mojżeszowego.
W 1848 r. powstała w Rudołowicach szkoła parafialna, którą w 1865 r. rząd austriacki przekształcił w szkołę ludową pospolitą.